# Episodi de I Medici (prima stagione)
La prima stagione della serie televisiva I Medici (Medici: Masters of Florence), composta da otto episodi, è stata trasmessa in prima visione mondiale in Italia dal 18 ottobre all'8 novembre 2016 su Rai 1.
In lingua originale, la stagione è stata distribuita negli Stati Uniti, nel Regno Unito, in Irlanda, in Canada e in India il 9 dicembre 2016 su Netflix.
| nº | Titolo originale      | Titolo italiano        | Prima TV Italia  |
| -- | --------------------- | ---------------------- | ---------------- |
| 1  | Original Sin          | Peccato originale      | 18 ottobre 2016  |
| 2  | Dome and the Domicile | La cupola e la dimora  | 18 ottobre 2016  |
| 3  | Pestilence            | La peste               | 25 ottobre 2016  |
| 4  | Judgement Day         | Il giorno del giudizio | 25 ottobre 2016  |
| 5  | Temptation            | La tentazione          | 1º novembre 2016 |
| 6  | Ascendancy            | Predominio             | 1º novembre 2016 |
| 7  | Purgatory             | Il purgatorio          | 8 novembre 2016  |
| 8  | Epiphany              | L'epifania             | 8 novembre 2016  |

## Peccato originale
- Titolo originale: Original Sin
- Diretto da: Sergio Mimica-Gezzan
- Scritto da: Frank Spotnitz e Nicholas Meyer (soggetto); Nicholas Meyer (sceneggiatura)

### Trama
L'episodio inizia con l'assassinio di Giovanni de' Medici, avvelenato con dell'uva ricoperta di cicuta. Il figlio Cosimo prende le redini della banca di famiglia e si scontra con la famiglia Albizzi per l'assegnazione del seggio rimasto vacante nella signoria della città di Firenze, che verrà assegnato a lui. Scoppia la guerra presso la città di Lucca, assediata dai milanesi, ed il protrarsi della guerra porterà in difficoltà la banca dei Medici. Con vari flashback si vede come, vent'anni prima, la famiglia sia salita al potere attraverso la corruzione dei cardinali al conclave durante l'elezione del nuovo papa. Il nuovo Papa, imposto dai Medici, permetterà alla banca di famiglia di gestire le decime papali con notevoli guadagni.
- Guest star: Fortunato Cerlino (Mastro Bredani), Frances Barber (Piccarda Bueri), Steven Waddington (cardinale Baldassarre Cossa), Ben Starr (Donatello), Roberto Trifirò (cardinale Orsini), Andrea Bruschi (Andreas di Cecco), Andrea Tidona (Papa Martino V), Fabrizio Matteini (cardinale Mosca), Alessandro Piavani (Bertolo), Antonio De Matteo (Claudio, guardia), Alberto Sette (Lupo Corona), Brando Leon Rustici (Vieri), Roberto Mantovani (Padre Anselmo), Martino Duane (cardinale Lampedusa), Matthew Reynolds (cardinale Bellini), Giuliano Ghiselli (cardinale Torelli).
- Ascolti Italia: telespettatori 8 037 000 – share 28.90%[3]

## La cupola e la dimora
- Titolo originale: Dome and the Domicile
- Diretto da: Sergio Mimica-Gezzan
- Scritto da: Frank Spotnitz e Nicholas Meyer

### Trama
La guerra tra Milano e Firenze continua, con la supremazia della prima. In questo momento storico sia i Medici che l'intera Firenze sono in crisi. Cosimo decide di usare le decime destinate al papa per costruire la cupola della cattedrale principale di Firenze, assegnando il lavoro a Brunelleschi, in modo da offrire lavoro alla popolazione e risollevare le sorti della sua città. Nel frattempo Lucrezia, la moglie di Piero, viene colpita da una misteriosa infermità. Marco Bello viene incaricato di indagare su di un possibile avvelenamento, cercando così di far luce anche sull'assassinio di Giovanni. Marco scopre che uno speziale ha fornito la cicuta per l'omicidio, ma, prima di rivelare il nome dei mandanti, questi viene ucciso. Lucrezia, comunque, non è stata avvelenata, ma, il suo stato di malessere è una semplice conseguenza della sua prima gravidanza. Intanto Cosimo, grazie ad un accordo economico di cui si fa latore il condottiero Francesco Sforza, amico personale del Medici, riesce a ottenere una tregua con il duca di Milano, che interrompe l'assedio di Lucca. Mentre tutto sembra volgere al meglio, un operaio cade da un'impalcatura del cantiere allestito nella cattedrale: sul suo corpo appaiono, inequivocabili, i segni della peste nera.
- Guest star: David Bradley (Conte Alessandro de' Bardi), Frances Barber (Piccarda Bueri), Anthony Howell (Francesco Sforza), Marco Quaglia (Mastro Tancredi), Andrea Tidona (Papa Martino V), Giusy Buscemi (Rosa), Andrea Bruschi (Andreas Di Cecco), Alberto Sette (Lupo Corona), Brando Leon Rustici (Vieri), Luca Buellis (figlio di Mastro Tancredi), Stefano Venturi (De Girolamo), Matt Patresi (Del Giudice).
- Ascolti Italia: telespettatori 7 143 000 – share 31.10%[3]

## La peste
- Titolo originale: Pestilence
- Diretto da: Sergio Mimica-Gezzan
- Scritto da: Sophie Petzal

### Trama
Marco Bello scopre che l'assassino dello speziale fornitore della cicuta per assassinare Giovanni è Lupo Corona, un amico di Albizzi, che però muore di peste prima di rivelare il vero mandante dell'omicidio. Albizzi, intanto, insinua che la pestilenza è dovuta ad una punizione divina per l'operato dei Medici, che avrebbero finanziato la costruzione della cupola con l'usura e, sobillando la popolazione, esorta a distruggere l'opera architettonica. I Medici, rifugiatisi fuori Firenze per sfuggire al contagio della peste, sono in gravi difficoltà finanziarie, perché la guerra e la peste hanno bloccato i commerci e la loro banca non può pagare i creditori né concedere prestiti. Piccarda Bueri, la madre di Cosimo, si ammala di peste, ma esorta Cosimo a tornare a Firenze, dove deve affrontare Albizzi ed il risentimento del popolo. La situazione è disperata: anche i banchieri senesi a cui i Medici avevano chiesto un prestito, falliscono a causa della peste, mentre Lucrezia perde il bambino che portava in grembo e Piccarda muore. Per salvare la famiglia, Lorenzo decide di vendere i lanifici dei Medici, simbolo della famiglia, nonostante il parere contrario di Contessina, alla quale Cosimo li aveva da tempo affidati. Nel frattempo, Cosimo fa trasportare i malati di peste all'interno della cattedrale, facendo sì che gli uomini di Albizzi non possano distruggere la cupola. Giorni dopo, Albizzi, con l'inganno, attira Cosimo nel palazzo della signoria e lo fa arrestare con l'accusa di aver assassinato il medico che aveva scoperto l'avvelenamento di Giovanni e lo speziale.
- Guest star: Frances Barber (Piccarda Bueri), Alberto Sette (Lupo Corona), Arturo Scognamiglio (guardia dei Medici), Brando Leon Rustici (Vieri), Marco Pancrazi (servo di Lupo Corona).
- Ascolti Italia: telespettatori 6 729 000 – share 24.40%[4]

## Il giorno del giudizio
- Titolo originale: Judgement Day
- Diretto da: Sergio Mimica-Gezzan
- Scritto da: Alex von Tunzelmann

### Trama
Vent'anni prima, Giovanni si servì di Cosimo per orchestrare un grave colpo agli Albizzi, gettando così le basi per una profonda riforma del sistema oligarchico fiorentino, basato non più sul sangue nobile ma sulla potenza economica e l'abilità politica, ma in ciò risiede anche l'origine dell'odio tra le due famiglie. Nel presente, Albizzi riesce a portare dalla sua parte, uno dopo l'altro, tutti i membri della Signoria, ed a nulla valgono i tentativi del figlio Piero e di Contessina de' Bardi, moglie di Cosimo, di cercare di influenzare il processo o smascherare le false accuse di Rinaldo. Senza altre alternative, Lorenzo, fratello di Cosimo, preleva 50 000 fiorini dalle casse della banca, usandoli per reclutare i mercenari di Sforza e mettere Firenze sotto assedio, ponendo come condizione per la pace la liberazione del fratello e l'esilio della famiglia Albizzi. Rinaldo, pur sapendo che, in caso di attacco, Firenze sarebbe del tutto impossibilitata a difendersi, rifiuta di tornare sulle proprie posizioni in nome del suo ottuso odio per i Medici e, così, Cosimo viene condannato a morte. Ma, all'ultimo momento, Contessina riesce a persuadere la Signoria a modificare il suo verdetto, ottenendo, in cambio del ritiro dei mercenari, la commutazione della condanna a morte per suo marito in esilio da Firenze. Cosimo, però, è decisamente contrariato, poiché, se nella condanna a morte riusciva ancora ad intravedere una speranza di rivalsa per la famiglia, l'esilio costerà invece il potere su Firenze ai Medici, e, per manifestare ulteriormente il suo disprezzo per la moglie, decide di andare in esilio da solo, lasciando Contessina a casa alla guida della banca.
- Guest star: Valentina Carnelutti (Maria Tarugi), Fortunato Cerlino (Mastro Bredani), Anthony Howell (Francesco Sforza), Andy Luotto (Sandro Tarugi), Giorgio Caputo (Federigo Malavolti), Gerolamo Alchieri (Maso degli Albizzi), Jacopo Rampini seguace di Sandro Tarugi, Lorenzo Profita (membro della Signoria).
- Ascolti Italia: telespettatori 6 326 000 – share 27%[4]

## La tentazione
- Titolo originale: Temptation
- Diretto da: Sergio Mimica-Gezzan
- Scritto da: Francesca Gardiner

### Trama
Esiliato a Venezia, Cosimo si reca giornalmente al cospetto del Doge per segnalare la sua presenza nella Repubblica e che non intende fuggire, ma, con l'aiuto del cugino Mario, cerca un modo per fare ritorno a Firenze. Contessina, rimasta sola, reincontra un suo vecchio spasimante, Ezio Contarini, che dapprima la invita ad un banchetto presso casa Albizzi, poi va spesso a farle visita e, durante uno dei loro colloqui, si lascia sfuggire che sua nipote, la ricca Isabella Contarini, sposerà presto Ormanno, figlio di Albizzi. Consapevole che questo matrimonio accrescerebbe ancora di più il potere di Rinaldo in Firenze, Contessina avvisa Cosimo, il quale riesce a volgere la cosa a suo favore, proponendo al Doge un'unione tra suo figlio ed Isabella Contarini, barattando in tal modo il permesso per rientrare a Firenze.
Nel mentre, Sanuto, il segretario del Doge di Venezia, cerca di carpire le vere intenzioni di Cosimo, usando la schiava Maddalena, quest'ultima però s'innamora veramente di Cosimo e rifiuta di collaborare.
Sanuto infuriato tenta allora di ucciderla ma viene fermato da Cosimo che per salvare la vita a Maddalena l'assume come sua schiava.
Mentre Cosimo cura le ferite di Maddalena, quest'ultima lo bacia e i due  hanno un rapporto sessuale.
Ezio, saputo del gesto di Contessina, abbandona Firenze, chiedendole però di seguirlo e affermando di poterla rendere felice. Contessina rifiuta e gli dice che esistono cose più grandi della loro felicità, mentre il popolo manifesta a favore dei Medici. Inseguito da creditori e da mercenari che non è più in grado di pagare, Albizzi viene abbandonato dai suoi stessi alleati ed arrestato.
- Guest star: Valentina Carnelutti (Maria Tarugi), Andrea Bosca (Sanuto), James Murray (Francesco Foscari), David Sturzaker (Ezio Contarini), Marco Zingaro (Matteo), Roberto Accornero (Massimo Contarini), Lorenzo Balducci (Mario), Veronica Bitto (Isabella Contarini), Andrea Fachinetti (Jacopo Foscari).
- Ascolti Italia: telespettatori 6 475 000 – share 24.30%[5]

## Predominio
- Titolo originale: Ascendancy
- Diretto da: Sergio Mimica-Gezzan
- Scritto da: Jonny Stockwood e Mark Denton

### Trama
I Medici, accolti da una folla festante, rientrano a Firenze e Cosimo ha deciso di portare da Venezia anche Maddalena, ormai sua amante. Contessina è felice di rivedere tutta la famiglia ed il marito, ma lui si dimostra ancora freddo nei suoi confronti. Nel frattempo, Rinaldo Albizzi continua ad essere detenuto in carcere, con l'accusa di tirannia, in attesa del giudizio: morte o esilio. La situazione fa capire a Cosimo che i Medici hanno bisogno di più alleati tra le famiglie fiorentine e cerca di convincere il fratello Lorenzo, ancora innamorato di una popolana di nome Rosa – e che tempo addietro suo padre fece allontanare – a prender moglie. La scelta di Cosimo è per la nobile, anche se non molto ricca, famiglia dei Cavalcanti, la cui erede è Ginevra, che ha già invitato a un banchetto. Lorenzo, seppur riluttante, promette che la conoscerà. Poco dopo, Cosimo viene fermato per strada da Ormanno Albizzi, incappucciato, che lo conduce in una chiesa, dove lo fa incontrare con papa Eugenio IV, il quale, fuggito via da Roma per forti contrasti con l'aristocrazia romana, chiede rifugio a Cosimo presso la sua casa. Nel frattempo, Piero cerca di aiutare il padre a trovare un modo per liberarsi dei mercenari di Albizzi, che accettano di andarsene solo se verranno pagati. Mentre è ospite in casa Medici, il Papa prega Cosimo di essere magnanimo nel decretare la condanna di Albizzi, ma il Medici, ancora convinto che dietro la morte di suo padre ci sia proprio lui, accetta solo a patto che Rinaldo firmi un accordo scritto in cui prometta che non cercherà di tornare mai più a Firenze. Inizialmente il Pontefice dice che non può sottoscrivere un accordo del genere, perché significherebbe esporsi a favore di un tiranno, ma alla fine accetta. Albizzi, invece, rifiuta di firmare un simile accordo e dice al Papa di stare in guardia da Cosimo e la sua famiglia, perché lui lo tradirà. Convinto della sua prossima morte, a Rinaldo viene permesso di dire addio a suo figlio. Ma Cosimo insiste perché i nobili fiorentini dimostrino clemenza ed Albizzi viene condannato solo all'esilio. È lo stesso Cosimo a comunicare la decisione del consiglio a Rinaldo e, per niente contento di essere in debito con lui, costui ribatte a Cosimo di sapere che suo padre non è deceduto di morte naturale; Cosimo allora gli chiede se sia lui il responsabile, ma Rinaldo non ammette nulla, rispondendo solo che, così facendo, Cosimo vivrà per sempre nel dubbio. Ormanno ed il padre Rinaldo lasciano Firenze da soli, senza essere scortati, e, mentre il Papa benedice la ripresa dei lavori di edificazione della Cupola, i due vengono assassinati.
- Guest star: Giorgio Caputo (Federigo Malavolti), Luigi Diberti (Cavalcanti), David Bamber (papa Eugenio IV), Gerolamo Alchieri (Maso degli Albizzi), Marco Zingaro (Matteo), Brando Leon Rustici (Vieri), Roberto Mantovani (Padre Anselmo), Liliana Fiorelli (Ginevra Cavalcanti), Claudio Botosso (prete).
- Ascolti Italia: telespettatori 6 018 000 – share 28.20%[5]

## Il purgatorio
- Titolo originale: Purgatory
- Diretto da: Sergio Mimica-Gezzan
- Scritto da: Emilia Di Girolamo

### Trama
Marco Bello sostiene che ad avvelenare il capo famiglia Giovanni sia stato Lorenzo e, così, Cosimo lo fa confinare in camera sua. Su indicazione di Piero, Mastro Bredani, umile mercante d'olio, prende il posto di Albizzi nella Signoria, dato che il padre Cosimo non vuole fare assegnare il seggio a lui. I messeri votano a favore della richiesta di Cosimo di non confiscare i beni di Alessandra Albizzi, che lo ringrazia personalmente; peraltro, lui continua ad essere tormentato per la morte del vecchio nemico. Mastro Bredani, una sera, viene ucciso con una coltellata mentre sta rincasando e, così, Andrea de' Pazzi può sostituirlo al seggio. Contessina va in visita dalla vedova di Albizzi, che le si scaglia contro per quello che ha fatto Cosimo e sua santità Eugenio IV decide di lasciare palazzo Medici, a causa delle voci che dicono che è stato Cosimo stesso a ordinare l'agguato e l'assassinio degli Albizzi. Intanto, Lucrezia Tornabuoni fa liberare Lorenzo ed Ugo Bencini, il fidato contabile di famiglia, gli racconta che, su richiesta del padre Giovanni, lui aveva allontanato l'amata Rosa che allora era incinta e che sarebbe poi morta in un santuario di Arezzo dopo il parto. Lucrezia, nella bisaccia di Marco Bello, trova il documento di vendita della cicuta che avrebbe avvelenato Giovanni: Marco, non riuscendo a difendersi adeguatamente, decide di lasciare il palazzo e Cosimo lo lascia andare.
- Guest star: Fortunato Cerlino (Mastro Bredani), Giusy Buscemi (Rosa), David Bamber (Papa Eugenio IV), Alessandro Cremona (Farzetti), Arturo Scognamiglio (guardia dei Medici), Liliana Fiorelli (Ginevra Cavalcanti).
- Ascolti Italia: telespettatori 6 423 000 – share 24.03%[6]

## L'epifania
- Titolo originale: Epiphany
- Diretto da: Sergio Mimica-Gezzan
- Scritto da: John Fay

### Trama
Il banchiere Andrea de' Pazzi sfida apertamente Cosimo, il quale si rivolge così al Papa, proponendogli di aiutarlo a riprendersi il posto che gli spetta a Roma mediante l'aiuto dell'armata del vescovo Vitelleschi, ma in cambio vuole continuare a restare il suo banchiere. Cosimo convince Lorenzo a non lasciare Firenze e gli confida che, secondo lui, c'è Pazzi dietro alle morti del loro padre, degli Albizzi e di Mastro Bredani. Contessina viene a sapere dalla dama Emilia che Maddalena, amante di Cosimo, è incinta e Lucrezia le consiglia di vendere la ragazza al mercato di Genova come schiava, anche perché teme per l'eredità dei Medici, dato che lei non è ancora riuscita ad avere un figlio da Piero. Piero stuzzica Pazzi quando, nell'assemblea della Signoria, annuncia che le banche dovranno pagare una tassa per poter finanziare la missione di Vitelleschi a Roma. Intanto Lorenzo, indagando sul complotto dei Pazzi, viene salvato da Marco Bello, che si mostra ancora fedele verso i Medici nonostante l'infamante accusa. Dopo aver catturato uno scagnozzo di Pazzi, il fratello di Cosimo verrà pugnalato a tradimento nelle celle della Signoria. In una lettera trovata da Lorenzo e consegnata a Contessina poco prima di morire c'è la prova del complotto di Andrea de' Pazzi, con il coinvolgimento di Filippo Maria Visconti, il Duca di Milano, colui che aveva causato l'allontanamento del Papa da Roma. 

Due mesi dopo. Vitelleschi, nella battaglia di Vetralla, guida l'armata che vince i ribelli contro il Papa, consentendo così il ritorno di Eugenio IV a Roma e, di lì a poco, tra Cosimo e Contessina torna il sereno. Maddalena è convinta dell'innocenza di Marco Bello e cerca di parlarne con Ugo Bencini, il contabile di famiglia, ma questo liquida la faccenda in tutta fretta. L'uomo è turbato e fa capire di essere stato lui ad avvelenare Giovanni con la cicuta nel vigneto, perché era furioso per il fatto che il nobile gli aveva ordinato di allontanare Rosa, l'amata di Lorenzo, che poi sarebbe morta dopo il parto e, così, ha fatto ricadere la colpa su Marco Bello. Il Papa viene omaggiato dalla città, mentre Lucrezia rivela alla suocera Contessina di essere incinta e di voler chiamare il figlio Lorenzo.
- Guest star: David Bamber (Papa Eugenio IV), Justin Avoth (Giovanni Maria Vitelleschi), Giorgio Caputo (Federigo Malavolti), Marco Quaglia (Mastro Tancredi), Alessandro Cremona (Ferzetti), Lorenzo Pedrotti (giovane cardinale), Riccardo Floris (guardia di Filippo Visconti), Douglas Dean (Bruno Aquilani), Adrian McCourt (Filippo Maria Visconti).
- Ascolti Italia: telespettatori 6 267 000 – share 27.81%[6]